# Kokoro Connect
Kokoro Connect (ココロコネクト?, Kokoro Konekuto) è una serie di light novel scritta da Sadanatsu Anda ed illustrata da Shiromizakana. Il primo volume è stato pubblicato il 30 gennaio 2010 e la serie si è conclusa con la pubblicazione da parte di Enterbrain dell'undicesimo volume il 30 settembre 2013. Un adattamento manga, intitolato Kokoro Connect Hito Random e disegnato da Cuteg, è stato serializzato dal 22 ottobre 2010 fino al 23 agosto 2013. Un adattamento anime di 17 episodi, diretto da Shinya Kawamo e prodotto dalla Silver Link, è stato trasmesso in due parti: i primi 13 episodi sono andati in onda su Tokyo MX e altre reti dall'8 luglio al 29 settembre 2012 come serie televisiva, mentre i restanti quattro sono andati in onda tutti insieme il 30 dicembre dello stesso anno su AT-X.

## Trama
La storia di Kokoro Connect ruota intorno a cinque studenti dell'Accademia Yamaboshi, tutti membri del club della cultura di tale istituto: Taichi Yaegashi, Iori Nagase, Himeko Inaba, Yoshifumi Aoki e Yui Kiriyama. Per una serie di circostanze misteriose finiscono per scambiarsi i corpi e ciò porterà alla scoperta di sentimenti nascosti e al rafforzamento del legame tra i membri del club. I cinque scoprono che il responsabile di tale scambio è un'entità misteriosa, Fūsenkazura (ふうせんかずら?), e insieme cercano di ritornare alla normalità.
In seguito alla conclusione della vicenda dello scambio dei corpi, l'entità Fūzenkazura sottoporrà i protagonisti a nuove prove, che metteranno a dura prova i loro legami. Nella serie di light novel, nel corso della storia ai cinque protagonisti si uniscono due nuovi studenti, Chihiro Uwa e Shino Enjōji.

## Personaggi

### Protagonisti

I protagonisti della serie così come appaiono nell'anime

Taichi Yaegashi (八重樫 太一?, Yaegashi Taichi)
Doppiato da: Takahiro Mizushima
Taichi è il protagonista e un grande fan di wrestling, tanto che inizialmente pensò di fondare un club al riguardo. Lui e i suoi altri quattro compagni di scuola formano il circolo culturale scolastico perché la loro scuola non aveva i club in cui ognuno volevano iscriversi. Appare generalmente disinteressato a molte cose e di solito cerca di aiutare gli altri nel momento del bisogno. Ad un certo punto della storia si confessa a Iori, che però lo respinge, in quanto lei credeva di stare per morire. Taichi si confessa di nuovo in "Michi Random", ma viene respinto di nuovo perché Iori credeva che lui non conoscesse la vera "lei". In seguito i suoi sentimenti cominciarono a cambiare, per poi confessarsi ad Himeko.
Iori Nagase (永瀬 伊織?, Nagase Iori)
Doppiata da: Aki Toyosaki
Iori è la presidentessa del circolo culturale. Vive sola con sua madre, la quale raramente è a casa. Avendo avuto diversi patrigni, tra cui uno violento, imparato a modificare la sua personalità per soddisfare le aspettative degli altri, al punto da non essere più sicura di chi era lei veramente. È innamorata di Taichi, ma decide di rinviare il loro rapporto fino a quando il fenomeno a cui sono soggetti tutti non fosse terminato. Scopre che anche Himeko ama Taichi; Iori la affronta e poi la incoraggia a confessarsi a lui. In seguito comincia a chiedersi se davvero ama Taichi e se le persone sanno chi è la vera sé stessa. A volte viene controllata da "Fūzenkazura" quando un fenomeno sta per finire.
Himeko Inaba (稲葉 姫子?, Inaba Himeko)
Doppiata da: Miyuki Sawashiro
Ex membro del club dei computer, abbandonato a causa di un litigio con il presidente, Himeko, chiamata dai restanti membri per cognome e soprannominata "Inaban" da Iori, si è in seguito unita al circolo culturale di cui è diventata vicepresidentessa grazie ad una vittoria a sasso-carta-forbici. Possiede una personalità contrastante quella di Iori: seria, riflessiva e diretta, è tra i membri la più calma e razionale nell'affrontare situazioni inaspettate anche se spesso reagisce con violenza agli scherzi di Taichi e Yoshifumi. Tende inoltre a diffidare dal prossimo ed a preoccuparsi molto, ciò ancor di più quando inizia la vicenda dello scambio dei corpi. Nel corso della serie però si affezionata sempre più ai membri del circolo culturale, Taichi soprattutto, tanto da addolcire il suo carattere inizialmente serio e severo. Durante Kizu Random, Fūsenkazura la affronta facendole realizzare i sentimenti provati per Taichi, sentimenti che cercava di opprimere per non infrangere le preziose amicizie create. Incoraggiata da Iori venutane a conoscenza durante l'escursione scolastica, Himeko si confesserà a Taichi e, dopo essere stata respinta, dichiarerà che non si darà per vinta fino a quando non vedrà i propri sentimenti ricambiati. Ciò avviene alla fine di Michi Random, quando i due iniziano ad uscire insieme. Dopo aver notato il comportamento smielato di Himeko nei confronti dell'amato, Iori decide di cambiarle il soprannome in "Dereban". Alla fine delle light novel i due sono ancora una coppia.
Yoshifumi Aoki (青木 義文?, Aoki Yoshifumi)
Doppiato da: Takuma Terashima
Aoki è un ragazzo molto attivo e gentile, è innamorato di Yui e si è dichiarato molte volte a lei anche se è  stato respinto ma ha fiducia che lei lo ricambierá.
Yui Kiriyama (桐山 唯?, Kiriyama Yui)
Doppiata da: Hisako Kanemoto
Yui è una ragazza timida ma molto difensiva, praticava karate ma smise dopo che fu quasi violentata alle medie e ha ancora un po' paura dei ragazzi, è innamorata di Aoki anche se non lo ammette.
Chihiro Uwa (宇和 千尋?, Uwa Chihiro)
Doppiato da: Toshiyuki Toyonaga (drama CD)
Shino Enjōji (円城寺 紫乃?, Enjōji Shino)
Doppiata da: Nao Tōyama (drama CD)

### Liceo privato Yamaboshi
Maiko Fujishima (藤島 麻衣子?, Fujishima Maiko)
Doppiata da: Shizuka Itō
Shingo Watase (渡瀬 伸吾?, Watase Shingo)
Doppiato da: Yūki Ono
Shōto Shiroyama (城山 翔斗?, Shiroyama Shōto)
Doppiato da: Mitsuhiro Ichiki
Kaoru Setouchi (瀬戸内 薫?, Setouchi Kaoru)
Doppiata da: Sumire Uesaka
Mariko Nakayama (中山 真理子?, Nakayama Mariko)
Doppiata da: Chinatsu Akasaki
Yukina Kurihara (栗原 雪菜?, Kurihara Yukina)
Doppiata da: Kaori Ishihara
Misaki Ōsawa (大沢 美咲?, Ōsawa Misaki)
Doppiata da: Yuka Iguchi
Ryūzen Gotō (後藤 龍善?, Gotō Ryūzen)
Doppiata da: Keiji Fujiwara

### Altri
Chinatsu Mihashi (三橋 千夏?, Mihashi Chinatsu)
Doppiata da: Maaya Uchida
Nana Nishino (西野 菜々?, Nishino Nana)
Doppiata da: Haruka Tomatsu
Anzu Kiriyama (桐山 杏?, Kiriyama Anzu)
Doppiata da Ayane Sakura
Rina Yaegashi (八重樫 莉奈?, Yaegashi Rina)
Doppiata da Asuka Ōgame
Reika Nagase (永瀬 玲佳?, Nagase Reika)
Doppiata da Atsuko Tanaka

## Media

### Light novel
Kokoro Connect è iniziato come serie di light novel scritte da Sadanatsu Anda ed illustrate da Yukiko Horiguchi con il nome d'arte Shiromizakana. Anda ha presentato il primo volume della serie, originariamente intitolato Hito Tsunagari Te, Doko e Yuku (ヒトツナガリテ、ドコへユク?), in occasione dell'undicesimo Entertainment Awards nel 2009, vincendo una menzione speciale. Il primo volume, è stato ripubblicato con il titolo definitivo Kokoro Connect Hito Random, il 30 gennaio 2010, per l'etichetta della Enterbrain Famitsu Bunko. La serie si è conclusa con un totale di undici volumi, di cui l'ultimo è uscito il 30 settembre 2013.

#### Volumi
| Nº | Titolo italiano (traduzione letterale) Giapponese 「Kanji」 - Rōmaji                                  | Data di prima pubblicazione              | Data di prima pubblicazione |
| Nº | Titolo italiano (traduzione letterale) Giapponese 「Kanji」 - Rōmaji                                  | Giapponese                               |                             |
| 1  | Kokoro Connect Hito Random 「ココロコネクト ヒトランダム」 - Kokoro Konekuto Hito Randamu             | 20 gennaio 2010 ISBN 978-4-04-726290-4   |                             |
| 2  | Kokoro Connect Kizu Random 「ココロコネクト キズランダム」 - Kokoro Konekuto Kizu Randamu             | 29 maggio 2010 ISBN 978-4-04-726537-0    |                             |
| 3  | Kokoro Connect Kako Random 「ココロコネクト カコランダム」 - Kokoro Konekuto Kako Randamu             | 30 settembre 2010 ISBN 978-4-04-726775-6 |                             |
| 4  | Kokoro Connect Michi Random 「ココロコネクト ミチランダム」 - Kokoro Konekuto Michi Randamu           | 29 gennaio 2011 ISBN 978-4-04-727030-5   |                             |
| 5  | Kokoro Connect Clip Time 「ココロコネクト クリップタイム」 - Kokoro Konekuto Kurippu Taimu            | 30 maggio 2011 ISBN 978-4-04-727280-4    |                             |
| 6  | Kokoro Connect Nise Random 「ココロコネクト ニセランダム」 - Kokoro Konekuto Nise Randamu             | 29 ottobre 2011 ISBN 978-4-04-727585-0   |                             |
| 7  | Kokoro Connect Yume Random 「ココロコネクト ユメランダム」 - Kokoro Konekuto Yume Randamu             | 29 febbraio 2012 ISBN 978-4-04-727839-4  |                             |
| 8  | Kokoro Connect Step Time 「ココロコネクト ステップタイム」 - Kokoro Konekuto Suteppu Taimu            | 30 giugno 2012 ISBN 978-4-04-728122-6    |                             |
| 9  | Kokoro Connect Asu Random parte 1 「ココロコネクト アスランダム 上」 - Kokoro Konekuto Asu Randamu-jō | 29 settembre 2012 ISBN 978-4-04-728350-3 |                             |
| 10 | Kokoro Connect Asu Random parte 2 「ココロコネクト アスランダム 下」 - Kokoro Konekuto Asu Randamu-ka | 30 marzo 2013 ISBN 978-4-04-728736-5     |                             |
| 11 | Kokoro Connect Precious Time 「ココロコネクト プレシャスタイム」 - Kokoro Konekuto Pureshasu Taimu    | 30 settembre 2013 ISBN 978-4-04-729150-8 |                             |

### Manga
Un adattamento manga illustrato da Cuteg intitolato Kokoro Connect Hito Random è stato serializzato dal 22 ottobre 2010 al 23 agosto 2013 sulla rivista online della Enterbrain Famitsu Comic Clear. I capitoli sono stati raccolti in cinque volumi tankōbon pubblicati dal 14 maggio 2011 al 14 settembre 2013.
Un secondo manga basato sull'adattamento anime, illustrato da Na! e intitolato Kokoro Connect On Air, è stato serializzato dal 30 giugno al 27 dicembre 2012 sulla rivista Nyantype di Kadokawa Shoten. Un unico volume è stato pubblicato il 30 marzo 2013. Enterbrain ha anche pubblicato due volumi di un'antologia intitolata Magi-Cu 4-koma Kokoro Connect rispettivamente il 25 luglio e il 25 settembre 2012.
| Kokoro Connect (5 volumi)                |                   |                        |
| 1                                        | 14 maggio 2011    | ISBN 978-4-04-727267-5 |
| 2                                        | 15 dicembre 2011  | ISBN 978-4-04-727691-8 |
| 3                                        | 14 luglio 2012    | ISBN 978-4-04-728174-5 |
| 4                                        | 30 marzo 2013     | ISBN 978-4-04-728627-6 |
| 5                                        | 14 settembre 2013 | ISBN 978-4-04-729133-1 |
| Kokoro Connect On Air (1 volume)         |                   |                        |
| 1                                        | 28 marzo 2013     | ISBN 978-4-04-120520-4 |
| Magi-Cu 4-koma Kokoro Connect (2 volumi) |                   |                        |
| 1                                        | 25 luglio 2012    | ISBN 978-4-04-728202-5 |
| 2                                        | 25 settembre 2012 | ISBN 978-4-04-728439-5 |

### CD drama
La Enterbrain ha pubblicato un CD drama intitolato Kokoro Connect Natsu to Mizugi to Bōfūu (ココロコネクト 夏と水着と暴風雨?, Heart Connect Summer, Swimsuits, and a Storm) il 16 febbraio 2011. Un secondo CD drama intitolato Kokoro Connect Haru to Date to Imōto Gokko (ココロコネクト 春とデートと妹ごっこ?, Heart Connect Spring, a Date, and Playing a Little Sister) è stato pubblicato il 6 gennaio 2012. Le sceneggiature di entrambi i drama sono opere di Fumihiko Shimo.

### Anime
Una serie televisiva anime della serie, diretta da Shinya Kawamo e prodotta dallo studio Silver Link è trasmessa in Giappone a partire dall'8 luglio 2012. La sceneggiatura dell'anime è scritto da Fumihiko Shimo, il character design è di Toshifumi Akai, il cast di doppiatori è il medesimo dei CD drama.
L'anime presenta sette differenti sigle, tre d'apertura e quattro di chiusura. La prima sigla d'apertura è Paradigm (パラダイム?, Paradaimu) cantata da Eufonius ed è impiegata per i primi dieci episodi. Gli episodi pubblicati su BD e DVD sostituiscono Paradigm con Kimochi Signal (キモチシグナル?, Kimochi Shigunaru) di Sayuri Horishita. A partire dall'episodio 12, la sigla d'apertura è Kimi Rhythm (キミリズム?, Kimi Rizumu) di Masaki Imai. La prima sigla di chiusura è Kokoro no kara (ココロノカラ?) del Team Nekokan feat. Junca Amaoto per i primi cinque episodi. La seconda sigla di chiusura è Cry Out del Team Nekokan feat. Atsuko per gli episodi dal sesto al decimo. Il terzo brano impiegato in chiusura è Salvage del Team Nekokan feat. Rekka Katakiri per gli episodi dall'11 al 13. Il quarto ed ultimo brano invece è I scream Chocolatl del Team Nekokan feat. Lia per gli episodi dal 14 al 17. Nell'episodio 17 è stata utilizzata una canzone intitolata Milkshake (ミルクセーキ?, Miruku Sēki) cantata da Sayuri Horishita.

#### Episodi
| Nº | Titolo italiano (traduzione letterale) Giapponese 「Kanji」 - Rōmaji                                                                                      | In onda           | In onda |
| Nº | Titolo italiano (traduzione letterale) Giapponese 「Kanji」 - Rōmaji                                                                                      | Giapponese        |         |
| 1  | Una storia già iniziata prima di saperlo 「気づいた時には始まっていたという話」 - Kizuita toki ni wa hajimatteita toiu hanashi                            | 7 luglio 2012     |         |
| 2  | Degli umani affascinanti 「なかなか面白い人間達」 - Nakanaka omoshiroi ningen-tachi                                                                       | 14 luglio 2012    |         |
| 3  | Jobber e colpo basso 「ジョバーとローブロー」 - Jobā to rōburō                                                                                            | 21 luglio 2012    |         |
| 4  | Sentimenti gemelli 「二つの想い」 - Futatsu no omoi | 28 luglio 2012    |         |
| 5  | Confessione e morte... 「ある告白、そして死は…」 - Aru kokuhaku, soshite shi wa...                                                                        | 4 agosto 2012     |         |
| 6  | Una storia che continua prima che qualcuno lo possa capire 「気づいた時にはまた始まっていたという話」 - Kizuita toki ni wa mata hajimatteita toiu hanashi | 11 agosto 2012    |         |
| 7  | Cadendo a pezzi 「バラバラと崩れる」 - Barabara to kuzureru                                                                                               | 18 agosto 2012    |         |
| 8  | E poi non c'era nessuno 「そして誰もいなくなった」 - Soshite dare mo inakunatta                                                                           | 25 agosto 2012    |         |
| 9  | Non riesco a fermarmi, non riesco a fermarmi, non riesco a fermarmi 「止まらない止まらない止まらない」 - Tomaranai tomaranai tomaranai                    | 1º settembre 2012 |         |
| 10 | Ciò che intendeva dire 「それを言葉にするということ」 - Sore o kotoba ni suru toiu koto                                                                   | 8 settembre 2012  |         |
| 11 | Eravamo stati avvertiti prima che iniziasse 「気づきを与えられて始まったという話」 - Kizuki o ataerarete hajimatta toiu hanashi                           | 15 settembre 2012 |         |
| 12 | Lungo una strada nevosa 「雪降る街へ」 - Yuki furu machi e                                                                                                | 22 settembre 2012 |         |
| 13 | Finché siamo insieme 「この五人がいれば」 - Kono gonin ga ireba                                                                                           | 29 settembre 2012 |         |
| 14 | Vite nel caos 「壊れてゆく日々」 - Kowareteyuku hibi | 30 dicembre 2012  |         |
| 15 | Non lo vedi, non lo capisci 「なにも見えてない なにもわかってない」 - Nanimo mietenai nanimo wakattenai                                                   | 30 dicembre 2012  |         |
| 16 | Determinazione e risoluzione 「覚悟と氷解」 - Kakugo to hyōkai                                                                                            | 30 dicembre 2012  |         |
| 17 | Cuori in sintonia 「心をつないで」 - Kokoro o tsunaide | 30 dicembre 2012  |         |

### Videogioco
Una visual novel sviluppata dalla Banpresto e pubblicata dalla Namco Bandai Games con il titolo Kokoro Connect Yochi Random (ココロコネクト ヨチランダム?) è stata resa disponibile per PlayStation Portable il 22 novembre 2012.

## Accoglienza
Theron Martin di Anime News Network ha pubblicato una recensione positiva sui primi otto episodi della serie anime. Nonostante abbia trovato critiche nei "meriti artistici irregolari" dell'estetica complessiva della serie e nella risoluzione dei problemi gestiti "troppo facilmente e semplicemente", ha elogiato il cast principale per le loro profonde caratterizzazioni, i primi due archi narrativi che hanno "un buon equilibrio di umorismo leggero e vari gradi di dramma" (indicando il secondo arco come il più forte), e i doppiatori per trasmettere le emozioni dei loro personaggi durante i momenti di scambio del corpo del primo arco, concludendo che: "Kokoro Connect non è una serie eccezionale finora, ma sfrutta i suoi espedienti che lo definiscono abbastanza efficacemente da evitare di essere etichettato come uno pesantemente derivato e ordinario". Bamboo Dong ha recensito la versione home video per lo stesso sito web nel 2013. Pur elogiando la premessa della storia per far affrontare ai suoi personaggi problemi personali attraverso scenari fantasiosi e il talento dei doppiatori inglesi, ha criticato gli sceneggiatori per aver utilizzato "la narrazione pigra e la [pigra] risoluzione dei conflitti" quando si affrontano i suoi vari problemi sociali, concludendo che: "Kokoro Connect è una bella serie per quello che è, ma avrebbe potuto essere magnifica".
Carlos Ross, scrivendo per THEM Anime Reviews, ha recensito la serie TV e la sua continuazione Michi Random: era critico nei confronti di Fūsenkazura come catalizzatore per gli eventi soprannaturali che si sentiva "artificioso, artificiale o addirittura imbarazzante" ma era positivo nei confronti dell'"impressionante lavoro dei personaggi" del cast nel complesso e delle loro interazioni reciproche essendo "realisticamente fluide e in continua evoluzione" come le relazioni della vita reale. Ross ha affermato che, nonostante una sottotrama "superflua", il sottoutilizzo di Yui e Yoshifumi e alcuni "sfacciati buchi nella trama" verso la conclusione, ha elogiato Michi Random per aver focalizzato l'attenzione su Iori e aver mostrato che il cast principale è "volontario e determinato" nella loro ultima situazione, definendolo "un degno completamento di un dramma scolastico leggero, ma simpatico, e porta questa saga a una conclusione soddisfacente mentre suggerisce che proseguirà".
La collega di ANN, Rebecca Silverman, ha recensito il primo volume dell'adattamento manga del 2011 nel 2014. Ha scritto che era "decisamente deludente" con le illustrazioni "carine e attraenti" di CUTEG che però non riuscivano a ritrarre la "trazione emotiva" e i momenti di scambio del corpo dei lavori precedenti, in conclusione affermò che: "Mi è piaciuto molto l'anime ed ero entusiasta di leggere questo [adattamento], ma è stato molto al di sotto delle aspettative con scambi del corpo confusi e disegni più carini che utili".

### Annotazioni
1. ↑  L'emittente ha trasmesso i primi 13 episodi in replica e i restanti in prima visione.

### Fonti
1. ↑  (EN) Lynzee Loveridge, Kokoro Connect Anime & Game Promos Streamed, in Anime News Network, 24 giugno 2012. URL consultato il 26 ottobre 2021.
2. ↑  (EN) Kokoro Connect, su sentaifilmworks.com, Sentai Filmworks. URL consultato il 26 ottobre 2021.
3. ↑  (JA) 第11回 小説部門 [11th Novel Division], su enterbrain.co.jp, Enterbrain. URL consultato il 13 ottobre 2011 (archiviato dall'url originale il 18 gennaio 2013).
4. 1 2  (JA) ココロコネクト ヒトランダム, su kadokawa.co.jp, Kadokawa Shoten. URL consultato il 26 ottobre 2021.
5. 1 2  (JA) ココロコネクト プレシャスタイム, su kadokawa.co.jp, Kadokawa Shoten. URL consultato il 26 ottobre 2021.
6. ↑  (JA) ココロコネクト キズランダム, su kadokawa.co.jp, Kadokawa Shoten. URL consultato il 26 ottobre 2021.
7. ↑  (JA) ココロコネクト カコランダム, su kadokawa.co.jp, Kadokawa Shoten. URL consultato il 26 ottobre 2021.
8. ↑  (JA) ココロコネクト ミチランダム, su kadokawa.co.jp, Kadokawa Shoten. URL consultato il 26 ottobre 2021.
9. ↑  (JA) ココロコネクト クリップタイム, su kadokawa.co.jp, Kadokawa Shoten. URL consultato il 26 ottobre 2021.
10. ↑  (JA) ココロコネクト ニセランダム, su kadokawa.co.jp, Kadokawa Shoten. URL consultato il 26 ottobre 2021.
11. ↑  (JA) ココロコネクト ユメランダム, su kadokawa.co.jp, Kadokawa Shoten. URL consultato il 26 ottobre 2021.
12. ↑  (JA) ココロコネクト ステップタイム, su kadokawa.co.jp, Kadokawa Shoten. URL consultato il 26 ottobre 2021.
13. ↑  (JA) ココロコネクト アスランダム 上, su kadokawa.co.jp, Kadokawa Shoten. URL consultato il 26 ottobre 2021.
14. ↑  (JA) ココロコネクト アスランダム下 ファミ通文庫, su kadokawa.co.jp, Kadokawa Shoten. URL consultato il 26 ottobre 2021.
15. 1 2  (JA) ココロコネクト （１）, su kadokawa.co.jp, Kadokawa Shoten. URL consultato il 27 ottobre 2021.
16. 1 2  (JA) ココロコネクト（５）, su kadokawa.co.jp, Kadokawa Shoten. URL consultato il 27 ottobre 2021.
17. 1 2  (JA) ココロコネクト ＯＮ ＡＩＲ, su kadokawa.co.jp, Kadokawa Shoten. URL consultato il 27 ottobre 2021.
18. 1 2  (JA) マジキュー４コマ ココロコネクト（１）, su kadokawa.co.jp, Kadokawa Shoten. URL consultato il 27 ottobre 2021.
19. 1 2  (JA) マジキュー４コマ ココロコネクト（２）, su kadokawa.co.jp, Kadokawa Shoten. URL consultato il 27 ottobre 2021.
20. ↑  (JA) ココロコネクト（２）, su kadokawa.co.jp, Kadokawa Shoten. URL consultato il 27 ottobre 2021.
21. ↑  (JA) ココロコネクト （３）, su kadokawa.co.jp, Kadokawa Shoten. URL consultato il 27 ottobre 2021.
22. ↑  (JA) ココロコネクト （４）, su kadokawa.co.jp, Kadokawa Shoten. URL consultato il 27 ottobre 2021.
23. ↑  (JA) FB CollectDrama03『ココロコネクト 夏と水着と暴風雨』 [FB Collect Drama 03 Kokoro Connect Natsu to Mizugi to Bōfūu], su enterbrain.co.jp, Enterbrain. URL consultato il 13 ottobre 2011 (archiviato dall'url originale il 28 novembre 2019).
24. ↑   Kokoro Connect Light Novels Get Anime Adaptation, su animenewsnetwork.com, Anime News Network, 13 ottobre 2011. URL consultato il 13 ottobre 2011.
25. ↑   Aki Toyosaki, Miyuki Sawashiro Lead Kokoro Connect Anime Cast, su animenewsnetwork.com, Anime News Network, 1º marzo 2012. URL consultato il 3 marzo 2012.
26. ↑  (EN) Egan Loo, Kokoro Connect BDs/DVDs to Use Different Opening Theme, in Anime News Network, 1º ottobre 2012. URL consultato il 26 ottobre 2021.
27. ↑  (EN) Lynzee Loveridge, Kokoro Connect Yochi Random Game Delayed Until November, in Anime News Network, 25 settembre 2012. URL consultato il 26 ottobre 2021.
28. ↑  (JA) “異常現象その1.5 未来予知”を描く『ココロコネクト ヨチランダム』の発売日が11月22日に決定, in Dengeki Online, 24 ottobre 2012. URL consultato il 26 ottobre 2021.
29. 1 2  (EN) Theron Martin, Kokoro Connect episodes 1-8 streaming, su Anime News Network, 21 settembre 2012. URL consultato il 26 ottobre 2021.
30. 1 2  (EN) Bamboo Dong, Wing Man - Shelf Life, su Anime News Network, 21 ottobre 2013. URL consultato il 26 ottobre 2021.
31. ↑  (EN) Carlos Ross, Kokoro Connect, su THEM Anime Reviews. URL consultato il 26 ottobre 2021.
32. ↑  (EN) Carlos Ross, Kokoro Connect: Michi Random, su THEM Anime Reviews. URL consultato il 26 ottobre 2021.
33. 1 2  (EN) Rebecca Silverman, Novel Ideas - Right Turn Only!!, su Anime News Network, 23 settembre 2014. URL consultato il 26 ottobre 2021.